# David Lincoln Rabinowitz
David Lincoln Rabinowitz (nar. 1960) je americký astronom a výzkumný pracovník Yaleovy univerzity. Jeho specializací je stavba CCD kamer a softwaru na detekci blízkozemních planetek a těles Kuiperova pásu. Jeho výzkum pomohl snížit odhadovaný počet blízkozemních planetek na polovinu, z dříve předpokládaných 1000–2000 na 500–1000. Spolupracoval na samotné detekci vzdálených těles sluneční soustavy a také supernov a kvasarů.
S dalšími americkými astronomy Michaelem Brownem a Chadem Trujillem spoluobjevil několik transneptunických těles, mezi nimi:
- (90377) Sedna – pravděpodobně první známé těleso vnitřního Oortova mračna[3]
- (90482) Orcus[4]
- (136199) Eris – trpasličí planeta, srovnatelná s Plutem[5]
- (136472) Makemake[6] – trpasličí planeta

Tým detekoval také trpasličí planetu (136108) Haumea, ovšem prvenství objevu, které se stalo předmětem dlouhého sporu, jim nakonec nebylo přiznáno.
Rabinowitz také spolu s Tomem Gehrelsem z Arizonské univerzity a jeho týmem Spacewatch spoluobjevil planetku (5145) Pholus ze skupiny kentaurů obíhajících mezi Jupiterem a Neptunem.